# Jivno
Jivno (německy Giben) je obec ležící v okrese České Budějovice, kraj Jihočeský, zhruba 2 km východně od Rudolfova a 7,5 km vsv. od Českých Budějovic. Svou polohou na jihovýchodním svahu vrchu Baba v nadmořské výšce 554 m představuje nejvýše situovanou vesnici Lišovského prahu. Žije zde 424 obyvatel.

## Části obce
Obec představuje jednu část, sestávající ze dvou základních sídelních jednotek Jivno a Vyhlídky. Náleží k ní též samoty Na Klaudě a Samoty. Okolí rybníka Mrhal, ležícího jižně od Jivna, je poseto rekreačními chatami.

## Historie
Název pochází pravděpodobně od jívy. První písemná zmínka o Jivně pochází z roku 1378, kdy král Karel IV. zastavil část panství Hluboká s městečkem Lišov a okolními vesnicemi včetně Jivna Janovi z Leuchtenberka. K hlubockému panství pak ves náležela i v následujících staletích, až do konce feudálního zřízení.
V roce 1619 se poblíž Jivna udála bitva mezi stavovskými vojáky a žoldnéři, padlo 70 mužů.
Typickým zaměstnáním zdejších obyvatel byla výroba cihel a tašek pro rozrůstající se České Budějovice; v Jivně bývalo 13 ručních cihelen, od roku 1911 též cihelna parostrojní, provozovaná až do roku 1999.
Od roku 1850 tvořilo Jivno součást obce Hůry, v roce 1891 se stalo samostatnou obcí. Za nacistické okupace byla ves v letech 1943 až 1945 nakrátko znovu nuceně přičleněna k Hůrám, poté opět samostatná až do roku 1961, kdy se stala součástí města Rudolfov. Status obce Jivno znovu nabylo ke dni 24. listopadu 1990, obecní úřad dnes sídlí v budově někdejší školy, zrušené roku 1972.
V roce 2014 schválili zastupitelé obce územní plán Jivna s účinností dne 23. dubna 2014. Jeho projednávání trvalo tři roky a provázely jej spory kvůli lokalitě u Rudolfovského potoka. Občanská sdružení Calla a Náš domov se snažila zabránit tomu, aby územní plán umožňoval stavbu nových rekreačních domů v Rudolfovském lomu. Podle architekta územního plánu Jiřího Brůhy je výsledná podoba územního plánu kompromisem – původně uvažovaná čistírna odpadních vod byla z plánu vypuštěna. Podle jivenského starosty Josefa Makovce zastupitelé vyhověli zhruba polovině připomínek k územnímu plánu.

### Starostové
- 2010–2014 Josef Makovec
- od 2014 Pavel Halámka

## Pamětihodnosti
- Kaple svatého Vojtěcha z roku 1876 na návsi

## Rodáci
- Václav Hlaváč (1870–1942), klimatolog, zahynul v Osvětimi